# Silverstein

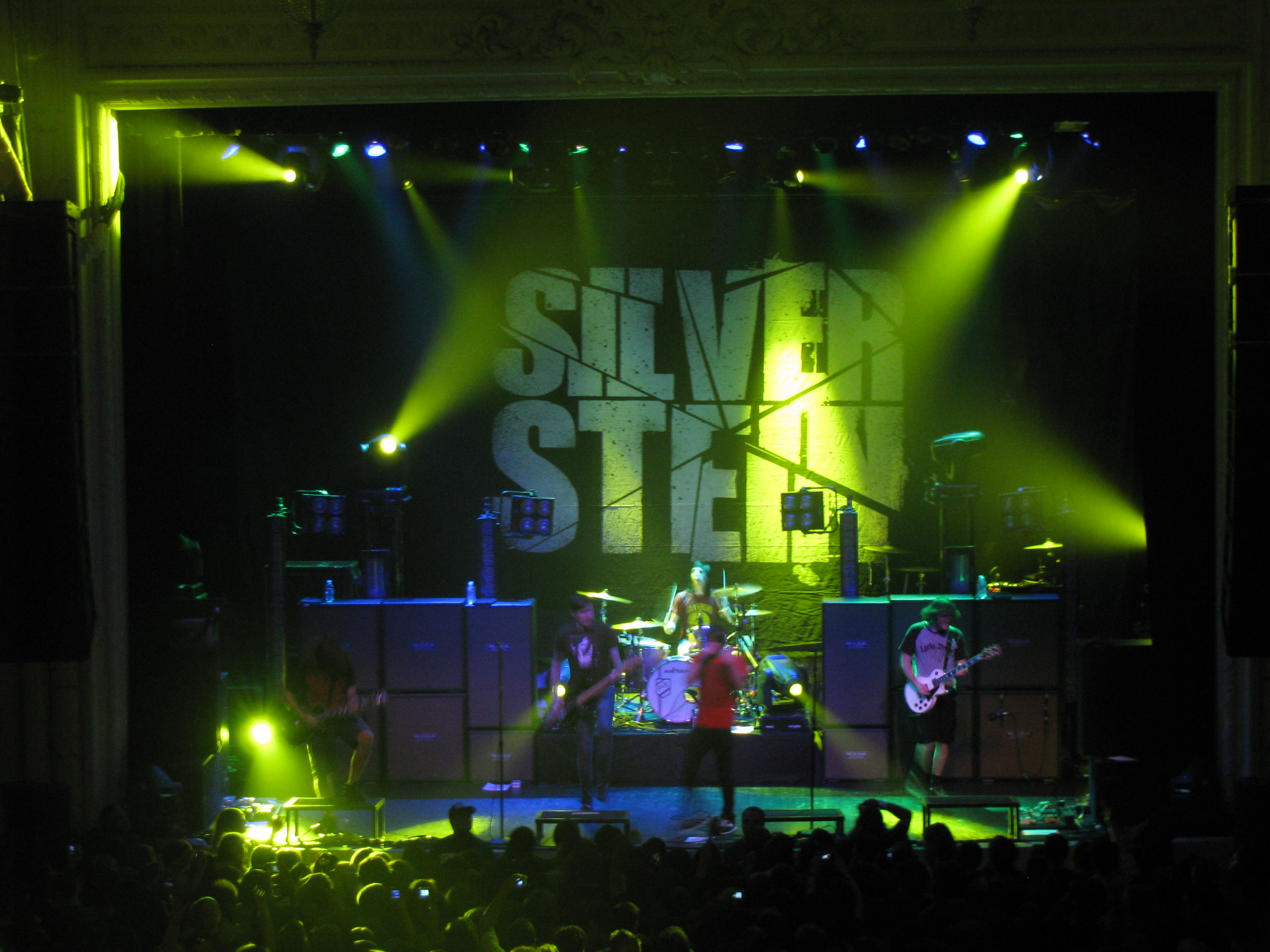
Silverstein 2008

A Silverstein egy 2000-ben alakult kanadai post-hardcore zenekar, mely Burlington-ból származik. Az együttes neve egy utalás az amerikai gyermekkönyv író Shel Silverstein nevére. A zenekar fennállása óta nyolc nagylemezt, három EP-t, egy válogatás albumot, valamint egy élő DVD/CD-t adtak ki. Az együttes első hosszútávon stabil felállása: Shane Told énekes, Neil Boshart gitáros, Josh Bradford gitáros, Billy Hamilton basszusgitáros és háttér énekes, valamint Paul Koehler dobos. Megalakulásuktól kezdve 11 évig változatlan felállásban létezett, egészen 2012-ig, amikor bejelentették, hogy Neil Boshart gitáros helyét Paul Marc Rousseau veszi át.
Második nagylemezük, a Discovering the Waterfront hozta meg az áttörést a zenekar számára, mely a Billboard 200 listáján 34. helyet ért el.
Jelenleg a Rise Records kiadóhoz van leszerződve az együttes, ahol legutóbbi lemezük az I Am Alive in Everything I Touch is megjelent 2015 májusában.

## Történet

### Megalakulás, korai évek (2000-2002)
A Silverstein 2000 februárjában alakult meg, és még ez év augusztusában kiadtak egy kislemezt, Summer's Stellar Gaze címmel. Számos tagcsere után a basszusgitárosi helyet egy helyi rajongó, Billy Hamilton töltötte be, aki 2000 decemberében csatlakozott a csapathoz. 2001 tavaszán az együttes eredeti gitárosa Richard McWalter tanulmányai miatt kilépett a zenekarból, őt Neil Boshard helyettesítette. Az új felállás 2002-ben vette fel második kislemezét, melynek címe When the Shadows Beam lett, és több olyan dalt is tartalmaz melyek a később megjelenő első nagylemezen is szerepelnek.

### When Broken is Easily Fixed (2003-2004)
2003 januárjában a Silverstein stúdióba vonult és Justin Koop producer segítségével felvette bemutatkozó lemezüket a When Broken Is Easily Fixed-et, melyet már a Victory Records kiadón keresztül adtak ki 2003. május 20-án. A korábbi kislemezek dalai közül hat ezen a lemezen is szerepet kapott újravéve. A lemezből több, mint 20.000 példány kelt el.

### Discovering The Waterfront (2005-2006)
A zenekar második nagylemeze, a Discovering The Waterfront 2005 augusztusában jelent meg, szintén a Victory Records gondozásában. Ez volt az első anyag, amit az amerikai Cameron Webb producerrel közösen készítettek. Ezzel a lemezükkel érték el az első nagyobb sikereiket, a lemez első single dala a "Smile in Your Sleep" olyan amerikai rádiókban és tévéadókban került lejátszásra, mint a FUSE vagy az IMF. Az album 26,229 példánya kelt el a megjelenés utáni első héten.
2005-ben az együttes olyan zenekarokkal turnézott, mint az Aiden, Hawthorne Heighst és a Bayside. Az ezt követő év elején, januárban és februárban pedig a Simple Plan együttessel közösen turnéztak Európában.
A zenekar emellett részt vett a 2006-os Vans Warped Tour-on is, valamint kiadtak egy válogatáslemezt 18 Cnadles: The Early Years címen, ami az együttes két korai kislemezének dalait, valamint a két nagylemez egyes dalainak újragondolásait tartalmazta. A Discovering The Waterfront 2006 szeptemberében újra kiadásra került, egy bónusz dallal, valamint egy videó klipeket tartalmazó DVD-vel.

### Arrivals & Departures (2007-2008)
A Silverstein harmadik nagylemeze az Arrivals & Departures 2007. július 3-án jelent meg. A kiadványt a többek között a Blink-182-val együtt dolgozó producer, Mark Trombino segítségével készítették el. A lemez megjelenésének első hetén 27.000 példány kelt el.
A lemez elkészítése után először a Rise Against együttessel turnéztak, majd ugyanebben az évben a From Autumn to Ashes társaságában az Egyesült Államokban, Európában pedig a Blessthefall-al turnéztak.
Az elkövetkező időszakban az együttes olyan zenekarokkal turnézott, mint az A Day to Remember, Protest The Hero, The Devil Wears Prada, Pierce The Veil, Chiodos, Escape the Fate, Alesana, A Skylit Drive.

### A Shipwreck in the Sand (2009-2010)
2008. december 14-én a zenekar bejelentette, hogy 2009 márciusában új lemezt fognak megjelentetni, amely egy koncepciós lemez lesz, a dalok egy történetet mesélnek el, a lemez címe pedig A Shipwreck in the Sand lesz. A lemez március 31-én jelent meg és közel 17.000 példány kelt el az első héten.
Az új lemez megjelenése után a Silverstein részt vett egy USA turnén a Norma Jean, Befire Their Eyes és a blessthefall zenekarok társaságában, valamint egy Egyesült Királyság turnén a The Blackout, We Are The Ocean, Hollywood Undead és The Urgency együttesekkel. Később részt vettek ismét a Vans Warped Tour egyes állomásain, majd egy kanadai turnén az A Day to Remember zenekarral, valamint a Billy Talent európai turnéján.
2010. március 15-én Myspace oldalukon keresztül bejelentették, hogy négy torontói koncertjüket lefilmezve kiadnak egy DVD-t, mely június 8-án Decade (Live at the El Mocambo) címen jelent meg.

### Transition, Rescue és Short Songs (2011-2012)
2010 júliusában Shane Told énekes egy interjúban elmondta, hogy készülőben van az új hanganyag, amit a következő év elején fognak megjelentetni. Ugyanebben az évben Októberben olyan hírek terjedtek, melyek szerint az új Silverstein lemez ismét a Victory records kiadónál fog megjelenni, a címe pedig Set This All Ablaze lesz. Ezeket a pletykákat később Shane Told megcáfolta.
November 15-én az együttes bejelentette, hogy leszerződött a Hopelless Records kiadóhoz, Kanadában pedig a Universal Music fogja gondozni a dalait, valamint december 7-én kiadtak egy kislemezt Transitions címmel, melyen 5 dal szerepel, melyekből kettő a készülő új nagylemezen is szerepelni fog, közülük egyik a december 3-án megjelent Sacrifice.
2011. február 9-én a Silverstein bejelentette új lemezét, a Rescue-t. A lemez megjelenése előtt még Single dalként megjelent a Burning Hearts, mely a 89X Radio műsorában kapott helyet.
A Rescue 2011. április 26-án jelent meg. A zenekar készített egy dalt a Hopeless Records Take Action! Vol 10. válogatás lemezére is, Stay Posi címmel.
Ugyanebben az évben október 17-én az együttes YouTube csatornáján közzétettek egy videót, mely egy közelgő új lemezhez kapcsolódik. Az új lemez, Short Songs Jordan Valeriote producerrel készült és 22 dalt tartalmaz, ebből a fele saját szerzemény a másik fele olyan dalok, melyek a zenekar tagjaira hatással voltak. A lemezen mindegyik dal 90 másodperc vagy rövidebb.
Az együttes Kanye West Runaway című dalának feldolgozása felkerült a Punk Goes Pop 4 válogatás lemezre.
2012. augusztus 16-tól a zenekar egy tíz állomásos turnén a Short Songs teljes dallistáját eljátszotta, a korábbi lemezeinek slágereivel együtt, ez volt a SHORT TOUR névre keresztelt koncertsorozat.

### Boshart távozása és a This Is How the Wind Shits (2012-2014)
A SHORT TOUR állomásain a zenekar bejelentette, hogy készül az új lemez, amit majd 2013-ban adnak ki. Szeptember 25-én bejelentették, hogy Neil Boshart 11 év után elhagyja a zenekart. Boshart helyét Paul Marc Rousseau töltötte be.
November 26-án az együttes bejelentette új lemezének címét és megjelenési dátumát, valamint kiadták az első Single dalt a Stand Amid The Roar-t.
A This Is How the Wind Shits 2013. február 5-én jelent meg.
2013-ban a Silverstein ismét részt vett a Vans Warped Tour-on, valamint az August Burns Red együttessel együtt kiadtak egy kislemezt, mely a The Get Up Kids Coming Clean című lemezének feldolgozása volt. Május 20-án a debütáló lemez, When Broken Is Easily Fixed tízéves évfordulója alkalmából a zenekar kiadta a Smashed Into Pieces című dal újravett verzióját.
2013. szeptember 24-én bejelentésre került a This Is How The Wind Shifts: Addendum, mely a This Is How The Wind Shifts két új dallal, akusztikus dalokkal és más tartalmakkal bővített újra-kiadása.

### I Am Alive in Everything I Touch (2015-)
2015-ben az együttes egy 10 éves évfordulós turnéval nyitott, a Discovering The Waterfront megjelenésének 10 éves évfordulójának alkalmából.
Silverstein kilencedik nagy lemeze az I Am Alive in Everything I Touch 2015. május 15-én jelent meg. Az album információinak közzététele mellett, a zenekar kiadta az első videót, melyet az A midwestern State Of Emergency című dalhoz készítettek.

## Stílus és hatások
Az együttes zenei stílusát főként post-hardcore-ként szokás emlegetni, de emo, screamo és hardcore punk hatások is felfedezhetőek a zenéjükben.
Az együttes olyan zenekarokat nevez meg őket befolyásoló hatásokként, mint a NOFX, Dead Kennedys, Orchid, Green Day, Gorilla Biscuits, The Promise Ring, Descendents, Good Clean Fun vagy a Chixdiggit.

## Tagok
Jelenlegi tagok
- Josh Bradford – ritmusgitár (2000-)
- Paul Koehler – dob (2000-)
- Shane Told – ének (2000-) basszusgitár (2000)
- Billy Hamilton – basszusgitár, háttérének (2000-)
- Paul Marc Rousseau – szólógitár, háttérének (2012-)

Korábbi tagok
- Richard McWalter – szólógitár (2000-2001)
- Neil Boshart – szólógitár (2001-2012)